# Никео-цариградски символ на вярата
Никео-цариградски символ на вярата или кратко Символ на вярата е сътворен на Втория вселенски събор през 381 г., като разширение на приетия символ на вярата по време на първия Никейски събор през 325 г. и е най-разпространеният християнски начин за изповядване на вярата.
От създаването си през 4 век той е използван в източното православие, католицизма, от якобитите, древните източни национални църкви, асирийската, англиканската, лутеранската и повечето други протестантски църкви.

## История
Почти всички древни християнски църкви са имали кратки определения на вярата, които всички след 4 век започват да наричат „символи“ и които са служели да пазят единството във вярата, да предпазват вярващите от отклонения и да въвеждат новоповярвалите във вярата. През периода на гоненията срещу християнството текстовете на тези символи са били тайни. Всички християни обаче е трябвало да знаят текста на символа наизуст и това понякога се е използвало за проверка дали даден човек е християнин. От тези древни християнски символи до днес са запазени само символите на църквите в Рим, Кесария Палестинска, Антиохия, Александрия, Йерусалим и Кипър.
След приключването на гоненията, на Първия вселенски събор (325 г.) е съставен един общ символ, който е обединявал символите на отделните местни църкви и е трябвало да ги замени. На Втория вселенски събор (381 г.) този символ е разширен и добива вида, който се използва и днес. Така полученият символ е известен под името „Никео-Цариградски символ“.
След 8 – 9 век на много места в Западна Европа към Никео-Цариградския символ на вярата на латински език бива добавена и прибавката „...и от Сина“ (на латински filioque) с цел да се получи по-точен превод на гръцката дума „ἐκπορευόμενον“, която обединява в себе си и двете понятия – „произхожда и изхожда“, за разлика от латинската „procedit“ (изхожда), която, ако бъде употребена без добавката „...и от Сина“ не отразява точно каноничната истина, че Св. Дух произхожда само и единствено от Отца, но изхожда и от Отца, и от Сина, защото Той е също и „Дух Христов“. Това е и причината Римокатолическата църква да не настоява добавката „...и от Сина“ да бъде употребявана към Никео-Цариградския символ на вярата на гръцки език.
Също така по посочената причина Римокатолическата църква не изисква добавката да бъде произнасяна и от т.нар. „присъединени“ (униатски) църкви (римокатолически църкви, следващи източния обред).
Следователно, далеч не може да се говори за някакво ново учение, или нарушение на Никео-Цариградския Символ на вярата, а за добавка, изравняваща значението между Символа на вярата на латински и на гръцки език.
През 9 век, неправомерно избраният за патриарх университетски преподавател Фотий (за пет дена преминал, от светско лице, всичките духовни санове, с единствената цел да бъде внедрен като патриарх на мястото на станалия неудобен на регента законен патриарх Игнатий, който отказва св. Причастие на последния поради кръвосмесително съжителство), без да вникне в причините за въвеждане на добавката (а и без да желае това), я превръща в знаме и боен вик срещу „еретиците-латиняни“. Той прави това в отговор на отказа на Римския папа да удоволетвори молбата му да бъде признат за патриарх. Това негово поведение се превръща и в една от главните причини за последващото огромно напрежение между източното и западното християнство и за взаимните анатеми през 11 век, и за трагедията, сполетяла Византия през 15 век.
Никео-Цариградският символ е преведен на старобългарски език през 9 век. В този превод гръцкото прилагателно име „καθολικὴν“ (католическа) е преведено като „съборьнѫѭ“ (съборна), което на черковнославянски дава „соборную“. В началото на 20 век Българската православна църква започва да превежда много от богослужебните текстове на новобългарски език и в тези преводи думата „καθολικὴν“ е преведена като „вселенска“. В някои от богослужебните книги, издадени след 1990 г., тази дума се превежда и като „съборна“. Повечето неславянски християнски църкви не превеждат тази дума.
Обичайна практика сред извършителите на християнските богослужения е като наименования на различните богослужебни текстове да използват началните думи от текста. Например като наименование на Никео-Цариградския символ те използват думата „Верую“ (първата дума според текста на черковнославянски език). Чрез тях това наименование се разпространява сред народа. То се използва и в днешно време от много от християните в България. Обаче думата „верую“ (вярвам), която на черковнославански е глагол, сега се използва като съществително име и може да се членува (напр. ще чета Веруюто).

### Никео-Цариградски символ
Частта до „И в Духа Свети“ (включително) е съставена на Първия вселенски събор в Никея през 325 г., а останалата част – на Втория вселенски събор в Цариград през 381 г. Цитираният тук текст е според използвания в Българската православна църква превод. В решението на събора е използвано множествено число („Вярваме…“, а не „Вярвам…“).
Вярвам в един Бог Отец, Вседържител, Творец на небето и земята, на всичко видимо и невидимо.
И в един Господ Иисус Христос, Сина Божий, Единородния, Който е роден от Отца преди всички векове: Светлина от Светлина, Бог истинен от Бог истинен, роден, несътворен, единосъщен с Отца, и чрез Когото всичко е станало; Който заради нас, човеците, и заради нашето спасение слезе от небесата и се въплъти от Духа Светаго и Дева Мария, и стана човек; и бе разпнат за нас при Понтия Пилата и страда, и бе погребан; и възкръсна в третия ден, според Писанията; и възлезе на небесата, и седи отдясно на Отца; и пак ще дойде със слава да съди живи и мъртви и царството Му не ще има край.
И в Духа Светаго, Господа, Животворящия, Който от Отца изхожда, Комуто се покланяме и Го славим наравно с Отца и Сина, и Който е говорил чрез пророците.
В една света, съборна и апостолска Църква. Изповядвам едно кръщение за опрощаване на греховете. Чакам възкресение на мъртвите и живот в бъдещия век. Амин.

### Никео-Цариградски символ с добавката „...и Сина“ (filioque)
Цитираният тук текст  е според използвания превод от българските християни-римокатолици. Големите разлики с цитирания по-горе текст на Никео-Цариградския символ се дължат единствено на превода на български език, докато в оригиналния текст разликата е единствено в добавката „...и Сина“. Докато за Католическата християнска църква текстът е каноничен по изложените по-горе причини, Православната християнска църква продължава да го смята за еретичен.
Вярвам в един Бог, всемогъщия Отец, Творец на небето и на земята, на всички видими и невидими неща. И в един Господ, Исус Христос, единороден Син Божи, роден от Отца преди всички векове: Бог от Бога, светлина от светлината, истински Бог от истинския Бог. Роден, несътворен, единосъщ с Отца; чрез Когото всичко е станало. Който за нас, човеците, и за наше спасение слязъл от небето; и се въплътил от Дева Мария под действие на Светия Дух и станал човек. Разпнат бил също за нас при Понтийския Пилат; страдал и бил погребан. И възкръснал на третия ден според Писанията, и се възнесъл на небето; седи отдясно на Отца. И пак ще дойде със слава да съди живите и мъртвите; и царството Му няма да има край. Вярвам в Светия Дух, Господ животворящ; Който от Отца и Сина изхожда; Който в едно с Отца и Сина е обожаван и славословен; Който е говорил чрез пророците. Вярвам в една, свята, католическа и апостолска Църква. Изповядвам едно кръщение за опрощаване на греховете. И очаквам възкресението на мъртвите и живота на бъдещия свят. Амин.

### Символ на древната Римска Църква
Този символ е известен още под името „Апостолски символ“ поради легендата, появила се през средните векове, че той е съставен от самите апостоли, които преди да се разделят, за да проповядват евангелието по целия свят, се събрали и съставили една обща вероизповед.
Вярвам в Бог Отец, Вседържител, Творец на небето и земята.
И в Иисуса Христа, единородния Му Син, нашия Господ; Който е заченат от Дух Свети и е роден от Дева Мария, и пострада при Пилат Понтийски, бе разпнат и бе погребан; и слезе в ада и в третия ден възкръсна от мъртвите; и се възнесе на небесата и седна отдясно на Бога Отца, Всемогъщия; и пак ще дойде да съди живите и мъртвите.
Вярвам в Светия Дух.
Вярвам в светата вселенска (католическа, съборна) Църква, в общението на светиите, в опрощаването на греховете, във възкресението на телата (на мъртвите), във вечния живот. Амин.

### Верую, което се изповядва по време на литургия в Римокатолическата църква
Вярвам в един Бог, всемогъщия Отец, Творец на небето и на земята, на всички видими и невидими неща. И в един Господ, Исус Христос, еднороден Син Божи, роден от Отца преди всички векове. Роден, а не сътворен, единосъщ с Отца; чрез Когото всичко е станало.

Който за нас, човеците, и за наше спасение слязъл от небето и се въплътил от Дева Мария под действието на Светия Дух и станал човек.
Разпнат бил също за нас при Понтийския Пилат, страдал и бил погребан.
И възкръснал на третия ден според писанията, и се възнесъл на небето; седи отдясно на Отца. И пак ще дойде със слава да съди живите и мъртвите; и царството Му няма да има край.
Вярвам в Светия Дух, Господ и животворящ; Който произхожда от Отца и Сина; Който ведно с Отца и Сина е обожаван и славословен; Който е говорил чрез пророците.
Вярвам в една, свята, католическа и апостолска Църква. Изповядвам едно кръщение за опрощаване на греховете. Очаквам възкресението на мъртвите и живота на бъдещия свят.
Амин.